# Vernon Mercuur
Vernon Mercuur is een Surinaams zanger. Hij verkreeg landelijke bekendheid door zijn deelname aan het muziekfestival SuriPop. In 1998 bereikte hij de tweede plaats en in 2000 zong hij het winnende lied. Zijn lied Wi srefi stond in 2013 op nummer 28 in de Sranan poku's-top.

## Biografie
In 2000 zong hij samen met Marjori Declercq het winnende lied Yu na mi son tijdens SuriPop. Het was geschreven door Ruth Koenders. Het verscheen dat jaar op het album Suripop XI Suriname Popular Song Festival 2000 en werd in 2012 nogmaals uitgebracht op de cd Best of SuriPop.
In 1998 nam hij al deel aan SuriPop. Zijn uitvoering van Wi srefi bereikte toen de tweede plek op het festival. Ook dit nummer is van de hand van Koenders. In de Top 38 Sranan poku's die Stichting Supo in 2013 ter gelegenheid van 38 jaar Surinaamse onafhankelijkheid uitbracht staat zijn uitvoering van Wi srefi op de 28e plaats.